# 齋藤真也
齋藤 真也（さいとう しんや、1976年10月1日 - ）は、日本の作曲家、編曲家。ロックフィールド、p.m.worksに所属している。

## 概要・人物
ニックネームは「シャイニー」など。名付け親は日向めぐみである。トランスのコンピレーションアルバムなどにも参加しており、その時は「saishin」という名義を使っている。
メロンパンが大好物で、特にメープル、チョコメロンパンがお気に入りである。本人のブログでも、メロンパン獲得写真が掲載されたりしている。天然キャラらしい。
使用しているシーケンサーは、Logic Proがメインである。以前はコンピューター関連の会社に勤めていたが、楽曲製作に専念するため退社した。楽曲の特徴としては、高校時代のバンド活動とデビュー前のクラブミュージック界での活躍の経験を生かした正統派ダンスミュージックと、トランスとロックの融合といった独自の世界観をもつデジタルロックである。覚えやすいストレートなメロディーとキャッチーなサウンドで多数のファンを得た。また、生音重視のバラードなども得意としており、活躍の場を着実に広げている。

## 提供・アレンジ

### あ行
- earthmind
  - ENERGY
- 愛内里菜
  - CONTROL ME,RESCUE ME
  - Believe your Bravery
- exige
  - Funny Girl
  - KATAOMOI
- 青酢＋キャップと瓶
  - DEPARTURES
- 暁月凛
  - コノ手デ（作曲：湊貴大）
- 飯田里穂
  - One Wish（作曲：八木沼悟志）
- 伊藤由奈
  - JOURNEY
- イヤホンズ
  - ミーチャイキュットンティーガプリウテグバンコ（作曲：山田高弘）
- 唄奴
  - ヒスイ海岸（作曲：後藤次利）
  - アンプラグド〜君がいて〜（作曲：菅野祐悟）
  - ナオミの夢（作曲：David Krivoshai）
- 内田真礼
  - わたしのステージ
- 小野坂昌也
  - Eyes to Eyes

### か行
- 喜多村英梨
  - REALIZE
  - 紋（作曲：市川淳）
- 喜多修平
  - CAT'S EYE
  - Determination
  - 夢光年
- Q-MHz
  - 手探りで今のなかを（作曲：Q-MHz）
  - La fiesta? fiesta!（作曲：Q-MHz）
  - I, my, me, our Mulberry（作曲：Q-MHz、Q-MHzとの共編曲）
- KinKi Kids
  - ノー・チューンド（作曲：長瀬弘樹、長瀬弘樹との共編曲）
- 楠田亜衣奈
  - Heart's cry
  - 硝子のバタフライ
  - ラブリージーニアス
  - ウェルカム・フューチャー（作曲：山田高弘）
- Cluster'S
  - 君という名の光
  - 未来の地図
  - 僕たちの奇蹟
  - 君の声が聞こえる
- 栗林みな実（Minami）
  - 桜時計
  - unripe hero
  - heart All Green
  - wonderful worker（作曲：栗林みな実）
  - JUST COMMUNICATION（作曲：馬飼野康二）
  - One Unit（作曲：Minami）
- KOTOKO
  - 開け!ソラノオト
  - サクラノアメモエギノヨ
  - My-Les
  - 空中パズル（作曲：KOTOKO）
  - Teller of World
  - ZoNE-iT
  - Fastest!
  - Shooting Star -Redecorate ver.-
  - went away -Redecorate ver.-
- 此花亭仲居の会［柚（大野柚布子）、皐（秦佐和子）、棗（諏訪彩花）、蓮（久保田梨沙）、櫻（加隈亜衣）、桐（沼倉愛美）]
  - 春ウララ、君ト咲キ誇ル（作曲：山田高弘）

### さ行
- 櫻（加隈亜衣）、桐（沼倉愛美）
  - 茜空、君舞フ紅葉ノ散歩道（作曲：山田高弘）
- 佐咲紗花
  - 君と奏でるストーリー
- Summer of Love feat.奥井雅美
  - popcorn☆magic
- ジャッキー吉川とブルー・コメッツ
  - 灼熱ヴィーナス（作曲：三原綱木）
  - 魅惑のアゲハ蝶（作曲：三原綱木）
- 少年カミカゼ
  - ヤバメムーチョ 〜ichika-bachika〜（作曲：和教）
- SUPER☆GiRLS
  - Be with you（作曲：小室哲哉）
- Star Flower［星街すいせい、AZKi、Moona Hoshinova、IRyS］
  - story time（作曲：山田高弘）
- Study
  - セイシュンゼミナール（作曲：山田高弘）

### た行
- 高橋瞳
  - 風のキリン（作曲：山崎努）
  - もうひとつの夜明け
- 橘美緒
  - White Rose 〜恋の吐息〜
- 玉置成実
  - Believe（作曲：あおい吉勇）
  - 明日の君（作曲：Tsukasa）
  - real dreaM（作曲：ジョーイ・カーボーン、ジェフ・カラザース）
  - Naked（作曲：小林洋介）
  - Fortune（作曲：藤末樹）
  - You（作曲：榎又清人）
  - Result（作曲：藤末樹）
  - Stay Gold（作曲：大谷靖夫）
  - Happiness
  - New World
  - re-birth（作曲：藤末樹）
  - Speedway（作曲：重永亮介）
  - Believe -2013-（作曲：あおい吉勇）
  - Believe -NT GUNDAM COVER ver.-
- 茅原実里
  - 書きかけのDestiny
  - Perfect Energy
  - Borderless Journey
- Chocolove from AKB48
  - 明日は明日の君が生まれる（作曲：藤末樹）
- 月島きらり starring 久住小春 (モーニング娘。)
  - ヒマワリ
- AAA
  - 逢いたい理由（作曲：小室哲哉）
  - Dream After Dream 〜夢から醒めた夢〜（作曲：小室哲哉）
  - Day by day（作曲：小室哲哉）
  - Heart and Soul

### な行
- 中川翔子
  - 空色デイズ
  - 1/2（作曲：川本真琴）
  - We can do it!!（作曲：黒須克彦）
  - To Be Free（作曲：藤末樹）
  - through the looking glass（作曲：磯崎健史）
  - ミルキィkiss（作曲：福本公四郎）
  - rainbow forecast
- 南條愛乃
  - and I
  - My Heart My Hope
  - 青星
  - この胸に名もなき星
- 棗（諏訪彩花）、蓮（久保田梨沙）
  - 夏咲き恋花火（作曲：山田高弘）

### は行
- 橋本みゆき
  - Faze to love
- VALSHE
  - Myself（作曲：minato）
  - REVOLT（作曲：minato）
  - JESTER（作曲：minato）
  - PLAY THE JOKER（作曲：minato）
  - clematis（作曲：VALSHE）
  - Tigerish Eyez（作曲：minato）
  - BLESSING CARD（作曲：minato）
  - Butterfly Core（作曲：minato）
  - ASTREA（作曲：minato）
- 平野綾
  - NEOPHILIA
  - Harmonia vita
  - 星のカケラ（大久保薫との共編曲）
- 飛蘭
  - AROUSING SOUL
  - LOVED SEASON
- fripSide
  - trusty snow（作曲：八木沼悟志）
  - come to mind （version3）（作曲：八木沼悟志）
  - a silent voice（作曲：八木沼悟志）
  - endless memory 〜refrain as Da Capo〜（作曲：八木沼悟志）
  - determination（作曲：八木沼悟志）
  - magicaride -version2016-（作曲：八木沼悟志、八木沼悟志との共編曲）
  - crescendo -version2016-（作曲：八木沼悟志、八木沼悟志との共編曲）
  - split tears -crossroads version-（作曲：八木沼悟志、八木沼悟志との共編曲）
  - prominence -crossroads version-（作曲：八木沼悟志）
  - distant moon -crossroads version-（作曲：八木沼悟志、八木沼悟志との共編曲）
  - crossroads（八木沼悟志との共作編曲）
  - only me and the moon
  - under a starlit sky
  - breaking dawn（作曲：八木沼悟志）
  - one dream（八木沼悟志との共作編曲）
  - Like a blink, a short night.（作曲：八木沼悟志、八木沼悟志との共編曲）
  - BLACKFOX（作曲：八木沼悟志）
  - when chance strikes（作曲：八木沼悟志、八木沼悟志との共編曲）
  - perpetual wishes（八木沼悟志との共作編曲）
  - rain of blossoms（作曲：八木沼悟志）
  - light at the end（作曲：八木沼悟志）
  - brand new world
  - Leap of faith（作曲：八木沼悟志、八木沼悟志との共編曲）
  - stay with you -ver.2022-（作曲：八木沼悟志、八木沼悟志との共編曲）
  - Your breeze（作曲：八木沼悟志）
  - for Seasons（作曲：八木沼悟志、八木沼悟志との共編曲）
  - The wind in your heart（作曲：八木沼悟志）
  - on this night
  - Regeneration （作曲：八木沼悟志、八木沼悟志との共編曲）
- FLAME
  - スリル

### ま行
- 美郷あき
  - Goal to NEW WORLD
  - 少女迷路でつかまえて
  - here I am
- 水樹奈々
  - Level Hi!
  - Nostalgia（作曲：TLAST）
  - Take a chance（作曲：若林充）
  - Mr.Bunny!（作曲：若林充）
  - Dear Dream（作曲：しほり、IPEMOTOとの共編曲）
  - undercover
  - SCOOP SCOPE
  - HIGH-STEPPER
  - Love Brick
  - 星屑シンフォニー（作曲：しほり）
  - Happy☆Go-Round!
  - ドラマティックラブ（作曲：KOUTAPAI）
- 水瀬いのり
  - コイセヨオトメ（作曲：しほり）
- 宮田俊哉（Kis-My-Ft2）
  - 僕だけのプリンセス（作曲：山田高弘）
- meg rock
  - NNN
  - perfect world
- メロン記念日
  - ドライブ
- 桃井はるこ
  - LOVE.EXE（作曲：桃井はるこ）
  - もっと、夢、見よう!! -Now I feel... version-（作曲：桃井はるこ）
  - さいごのろっく（作曲：桃井はるこ）
  - うしろゆびさされ組（作曲：桃井はるこ）
  - Thunder Shot!（作曲：桃井はるこ）
  - Get Wild（作曲：小室哲哉）
  - God knows…（作曲：神前暁）
  - ゆずれない願い（作曲：田村直美、石川寛門）
  - INVOKE（作曲：浅倉大介）
  - DASH!! 〜レーサーミニ四駆のテーマ〜（作曲：川井憲次）
  - Give a reason（作曲：佐藤英敏）
  - Girls be ambitious!!（作曲：桃井はるこ）
  - へんじがない、ただのしつれんのようだ。（作曲：桃井はるこ）
  - 始発にのって（作曲：桃井はるこ）
  - 愛のメディスン〜アニサマバージョン〜（作曲：桃井はるこ）
- 桃井はるこ・野川さくら
  - ハイ・エナジー（作曲：桃井はるこ）
- 森口博子
  - それでも、生きる（作曲：鮎澤貴秀）

### や行
- やなぎなぎ
  - Zoetrope
  - トコハナ
  - landscape
  - 未来ペンシル
  - あなたはサキュレント
- 山崎はるか
  - Supersonic Mighty Dream
- 勇者パーティー
  - えんどろ〜る！
- 柚（大野柚布子）、皐（CV秦佐和子）
  - 雪華煌めく家路にて（作曲：山田高弘）
- ユリカ/花たん
  - 君の軌跡
- yozuca*
  - たったひとつだけ
  - believe yourself

### ら行
- Lia
  - one summer day
  - 時間の風
- Riryka
  - 優美なる孤独
- RO-KYU-BU!
  - You&I（作曲：八木沼悟志）

## 受賞
- 平成アニソン大賞（2019年）作曲賞（2000年 - 2009年） - 空色デイズ[1]

## 関連人物
- 加藤大祐
- nishi-ken
- 藤末樹
- 鈴木Daichi秀行
- 石井裕
- 藤田淳平
- 長瀬弘樹
- 八木沼悟志